# هرزویل
هَرزِویل شهرکی کوچک در دو کیلومتری شمال شرقی منجیل است. ناصر خسرو بیش از هزار سال پیش در سفرنامه خود از آن یاد می‌کند.

## پیشینه
نام شهرک هرزویل در کتاب‌های تاریخ به گونه‌های متفاوت آورده شده: از جمله ناصر خسرو در هزار سال پیش می‌نویسد «خرزویل» و «نیکیتین» کنسول روس در تهران در یکصد سال پیش در کتاب «ایرانی که من شناختم» از عبارت «هرزبیل» استفاده کرده است.
هرزویل از دو بخش تشکیل شده، یکی روستای تاریخی هرزویل با تاریخی بس طولانی که همچون هرزویل نوبنیاد در دامنه جنوبی کوه‌های البرز در شمال شهر منجیل، کنار شاهراه هخامنشی به اروپا قرار گرفته است. شواهد نشان می‌دهند که این آبادی در بیش از دوهزار سال گذشته چندین بار با خاک یکسان و از نو ساخته شده است.
زمین‌لرزه رودبار و منجیل در خرداد ۶۹ نیز آن منطقه را نابود کرد. آثار «هرزویل‌های قدیم» را در روی تپه‌های اطراف شهرک فعلی می‌توان یافت. مردم هرزویل در کنار شاهراه ایران به قفقاز و اروپا پیوسته از طرف حکومت مرکزی مأمور و مسئول نظم، ایمنی و کنترل آمد و شد در این مسیر و منطقه بسیار حساس و حیاتی بودند.
هرزویل در کنار منجیل پیوسته در طول تاریخ ایران پاسگاه یکی از مهم‌ترین دروازه‌های درون مرزی ایران یعنی تنگه سفیدرود، از دیدگاه راهبردی برای لشکرکشی، حرکت پیاده‌نظام و سواره‌نظام، و جهت جلوگیری از حرکت بیگانگان به طرف داخل یا شمال ایران بسیار پر ارزش بوده. چه اسکندر چه عرب‌ها، چنگیز یا روس‌ها، همه می‌بایستی از این راه خود را به جنوب یا شمال ایران می‌رساندند که با مقاومت شدید ایرانیان در این منطقه تلفات بسیاری داده و حرکتشان ماه‌ها یا سال‌ها به عقب افتاده یا که به‌کلی غیرممکن می‌شده است. در کتاب‌های تاریخی عالم‌آرای عباسی و عالم‌آرای نادری به روشنی آورده شده که شاه عباس و نادرشاه به دفعات دستچینی از اقوام دلاور و جنگجوی خراسان، به‌خصوص قوچانی‌ها و کردهای غرب ایران را با بهترین افزار جنگی آن زمان مجهز نموده جهت تقویت قوای نظامی و حفاظت تنگه سفیدرود به هرزویل و منجیل کوچانده‌اند. امروزه می‌توان دهکده‌های کردنشین را در منطقه لوشان، کلشتر، دشتویل و غیره یافت.
بخش دیگر این منطقه هرزویل نوبنیاد است که در جنوب غربی هرزویل تاریخی جهت اسکان دادن کارمندان سد سفیدرود در اواخر دهه سی خورشیدی ساخته شد. این بخش هرزویل نیز در زمین‌لرزه در سال ۱۳۶۹ صدمات بسیار دید و باقی‌مانده ظاهراً سالم شهرک به دلایل ایمنی تخریب شد. حال هردو بخش هرزویل کمی پایین‌تر از جای قبلی‌شان از نو ساخته شده‌اند.
منجیل و هرزویل مکمل یکدیگرند و هرزویل می‌تواند در گذشته، بخاطر موقعیت جغرافیایی و استراتژیکی مناسب خود پناهگاه مردم منجیل یا کل منطقه بوده باشد.

## مردم و زبان
مردم هرزویل به زبان ترکی صحبت میکنند.

## درخت سرو تاریخی
سرو هرزویل با عمری بیش از هزار سال در هرزویل، یکی از آثار طبیعی ملی ایران و تحت حفاظت سازمان حفاظت محیط زیست است. در مورد سن این ابردرخت روایت بسیار است. در برخی منابع صحبت از ۱۰۰۰ و در برخی صحبت از ۱۵۰۰ سال شده است. 

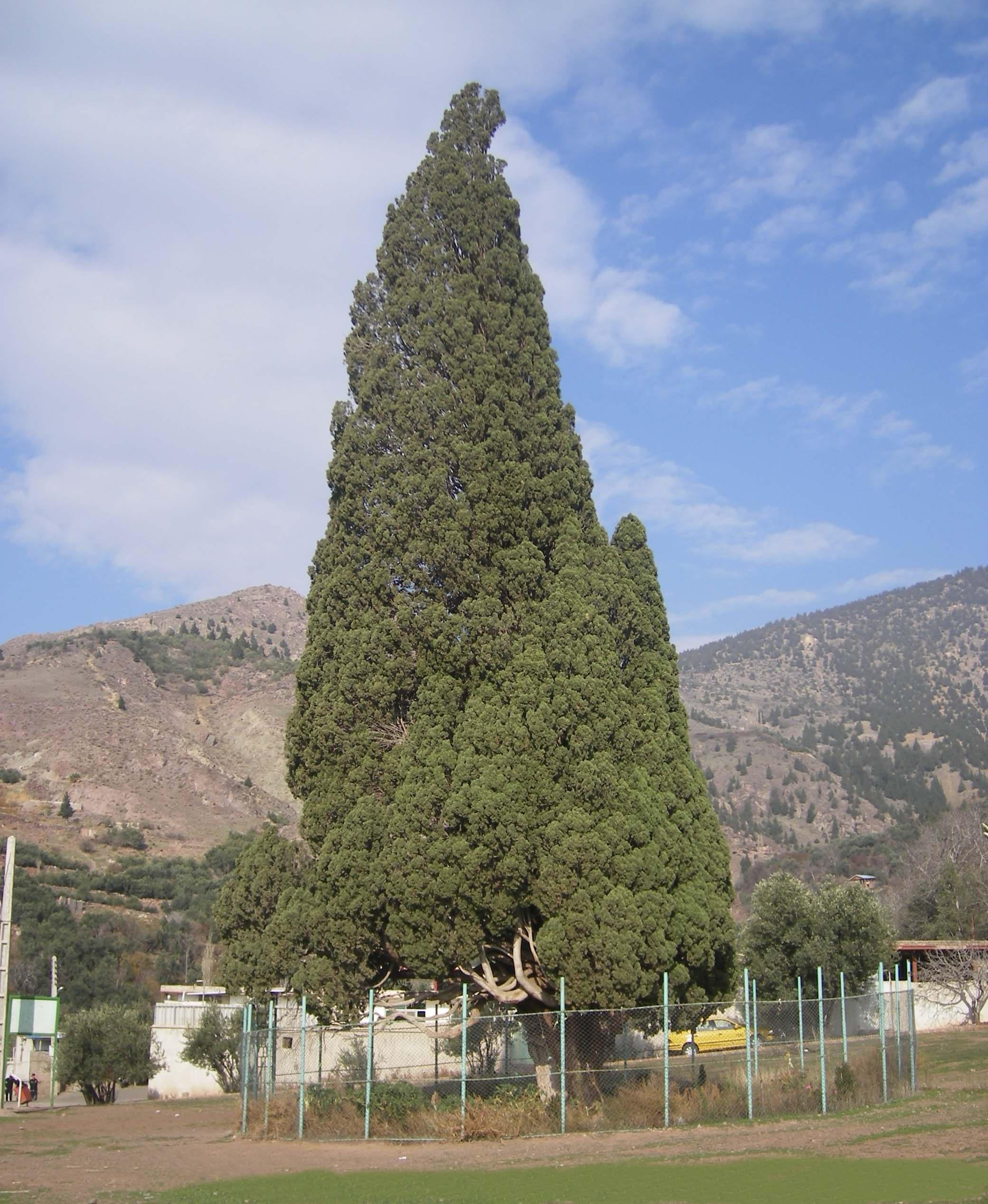
سرو کهنسال هرزویل